# Edisa
Edisa (ros. Jedys i oset. Edys) – wieś w Osetii Południowej, w regionie Dżawa. W 2015 roku liczyła 14 mieszkańców.